# Касерес, Вирхинио
Вирхи́нио Ка́серес Вилья́льба (исп. Virginio Cáceres Villalba; родился 21 мая 1962 года в Итакуруби-дель-Росарио, Парагвай) — парагвайский футболист, защитник. Семикратный чемпион Парагвая и обладатель Кубка Либертадорес. Участник Чемпионата мира 1986 года.

## Клубная карьера
Касерес начал свою карьеру в команде из региональной лиги. В 1984 году он перешёл в «Гуарани», с составе которого в первом же сезоне выиграл парагвайскую Примеру. В 1990 году он покинул клуб и подписал соглашение с столичной «Олимпией». В составе нового клуба Касерес провёл 12 лет. За это время он ещё шесть раз выиграл национальное первенство, Рекопа Южной Америки, а также в 2002 году под занавес карьеры стал обладателем Кубка Либертадорес.

## Международная карьера
В 1985 году Касерес дебютировал в сборной Парагвая. В 1986 году он был включен в заявку национальной команды на Чемпионат мира в Мексике. В 1987 и 1989 годах Касерес защищал цвета национальной команды на Кубке Америки.

## Достижения
Командные
 «Гуарани»
- Чемпионат Парагвая по футболу — 1984

 «Олимпия Асунсьон»
- Чемпионат Парагвая по футболу — 1993
- Чемпионат Парагвая по футболу — 1995
- Чемпионат Парагвая по футболу — 1997
- Чемпионат Парагвая по футболу — 1998
- Чемпионат Парагвая по футболу — 1999
- Чемпионат Парагвая по футболу — 2000
- Обладатель Кубка Либертадорес —— 2002
- Обладатель Суперкубка Либертадорес —— 1990
- Обладатель Рекопа Южной Америки —— 1990